# Bothriochloa decipiens
Bothriochloa decipiens är en gräsart som först beskrevs av Eduard Hackel, och fick sitt nu gällande namn av Charles Edward Hubbard. Bothriochloa decipiens ingår i släktet Bothriochloa och familjen gräs. Inga underarter finns listade i Catalogue of Life.